# Вітошинський Борис Миронович
Борис Вітошинський (псевдо: «Беріц»; 18 серпня 1914, м. Перемишль — 9 грудня 1991, м. Олава, Польща) — український правознавець, публіцист, діяч ОУН, в'язень нацистських концтаборів.

## Життєпис

Учні Перемиської гімназії 1932 рік. Справа наліво: Б. Вітошинський, Я. Ощудляк, О. Антонович, В. Федак, Б. Козак

Борис Вітошинський як в'язень Аушвіцу

Народився 18 серпня 1914 року в Перемишлі. 
Закінчив українську державну чоловічу гімназію у Перемишлі у 1932 році, згодом вивчав право у Варшаві. 
Член ОУН, ув'язнений з 1935 по 1936 роки у Березі Картузькій. 
У 1942 році ув'язнений нацистами до концтабору Аушвіц, перебував також в концтаборах Маутгаузен, Мельк та Ебензе. Вийшов на волю після капітуляції Німеччини у травні 1945 року. 
Закінчив правничі студії та працював на посаді професора в Українському вільному університеті (УВУ) в Мюнхені.
У 1948-1954 роках мешкав в Буенос-Айресі. У 1954 році оселився поблизу Парижа, працював головним редактором газети «Українець-Час», а згодом — у часописі ОУН «Шлях перемоги».
Співпрацював також у різний час з часописами «Українець» (Франція), «Українська трибуна» (Мюнхен), «Український робітник» (Канада), «Наш клич» (Аргентина), з радіостанцією «Station of the Nations» (м. Клівленд, США).
В останні роки мешкав у польському місті Олава. 
Помер 9 грудня 1991 року, похований в родинному гробівцю у Перемишлі.

## Праці і книги
- «Міжнародноправна охорона цивільного населення в часі війни і окупації» (1968);
- «Повстанські рухи і визвольні війни під  час і після Другої Світової війни у світлі міжнародного права» (1973);
- «Тероризм чи визвольна боротьба – проблема міжнародного права» (1982);
- «Самовизначення — потоптаний принцип міжнароднього права», «Право на самовизначення народів і Україна» (1983);
- «Міжнародне публічне право» (1983);
- «Війна і міжнародне право» (2014).